# Shannon Lee
Shannon Emery Lee (chiń. 李香凝; pinyin Lǐ Xiāngníng; ur. 19 kwietnia 1969 w Santa Monica) – amerykańska producentka filmowa, aktorka i scenarzystka, córka Bruce’a Lee i siostra Brandona Lee.

## Życiorys
Urodziła się w Santa Monica w Kalifornii w rodzinie pochodzenia chińskiego i szwedzkiego jako córka Lindy Lee Cadwell i Bruce’a Lee, legendarnego mistrza sztuk walk i aktora. Miała starszego brata – Brandona Bruce’a Lee (ur. 1 lutego 1965, zm. 31 marca 1993), który był także aktorem. W latach 1971–1973 mieszkała z rodziną w Hongkongu. Po śmierci ojca powróciła z matką do Stanów Zjednoczonych. Dorastała w bogatej dzielnicy Rolling Hills. Z matką mieszkała w Seattle, stan Washington (miasto rodzinne Lindy) i Los Angeles. W 1987 ukończyła The Chadwick School. Do roku 1991 studiowała muzykę na Tulane University w Nowym Orleanie.
Po śmierci brata, powróciła do Los Angeles, aby zająć się aktorstwem. W latach 90. grała w kilku filmach niskobudżetowych takich jak Klatka 2: Arena śmierci (ang. Cage II), High Voltage, Enter the Eagles. Ma na swoim koncie także role epizodyczne w filmach Smok. Historia Bruce’a Lee (ang. Dragon: The Bruce Lee Story), Blade: Wieczny łowca oraz serialu Stan wyjątkowy (ang. Martial Law).

## Życie prywatne
W 1994 wyszła za mąż za prawnika Iana Keaslera, z którym ma córkę Wren (ur. 2003). Wraz z mężem prowadzi fundację Bruce’a Lee (ang. Bruce Lee Fundation).

## Filmografia
- Smok. Historia Bruce’a Lee (Dragon: The Bruce Lee Story, 1993)
- Klatka 2: Arena śmierci (Cage II, 1994)
- High Voltage (1997)
- Enter the Eagles (1998)
- Blade: Wieczny łowca (Blade, 1998)
- Stan wyjątkowy (Martial Law, 1998)
- Lessons for an Assassin (2001)
- I Am Bruce Lee (2011)